# Odontopera exsul
Odontopera exsul là một loài bướm đêm trong họ Geometridae.